# Carnewas and Bedruthan Steps

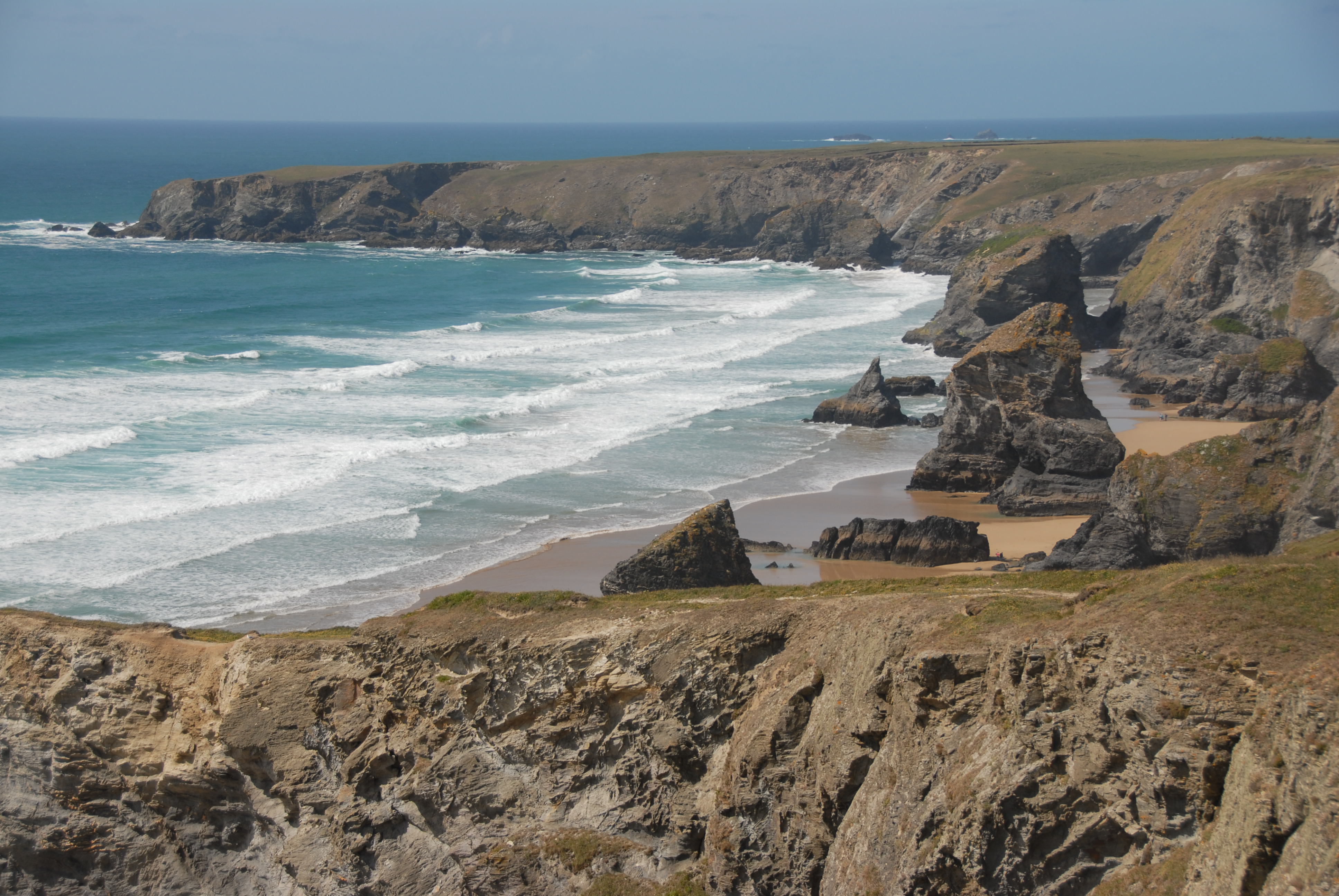
I Bedruthan Steps

I Carnewas and Bedruthan Steps costituiscono un tratto della costa settentrionale (costa atlantica) della Cornovaglia, situato nei dintorni del villaggio di St Eval. L'area è posta sotto la tutela del National Trust.

## Geografia
L'area si trova a circa metà strada tra le località di Newquay e Padstow (rispettivamente a nord della prima e a sud della seconda)..

## Storia
L'area divenne una popolare meta turistica in epoca vittoriana.
Nel 1975, fu realizzato dal National Trust la scalinata che permette l'accesso all'area.

## Punti d'interesse

### Bedruthan Steps

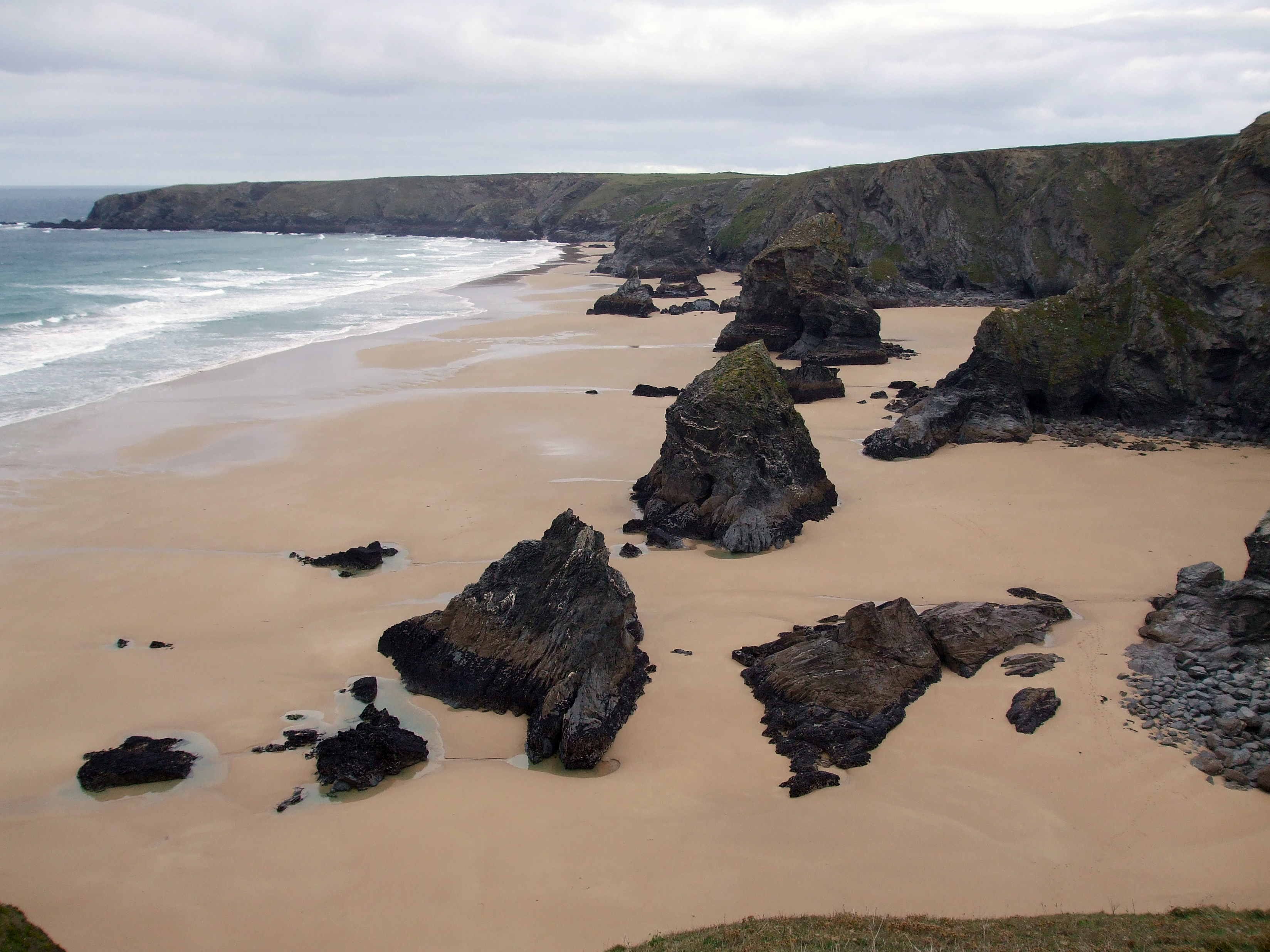
Altra immagine dei Bedruthan Steps

I Bedruthan Steps sono un gruppo di scogli formatasi dalla continua erosione.
Secondo la leggenda sarebbero stati lanciati da un gigante di nome Bedruthan.
Uno degli scogli è chiamato il "Samaritan", in ricordo di un vascello che naufragò contro lo scoglio nel 1846, causando la morte di nove persone. L'evento è ricordato anche in una canzone popolare, che dice:

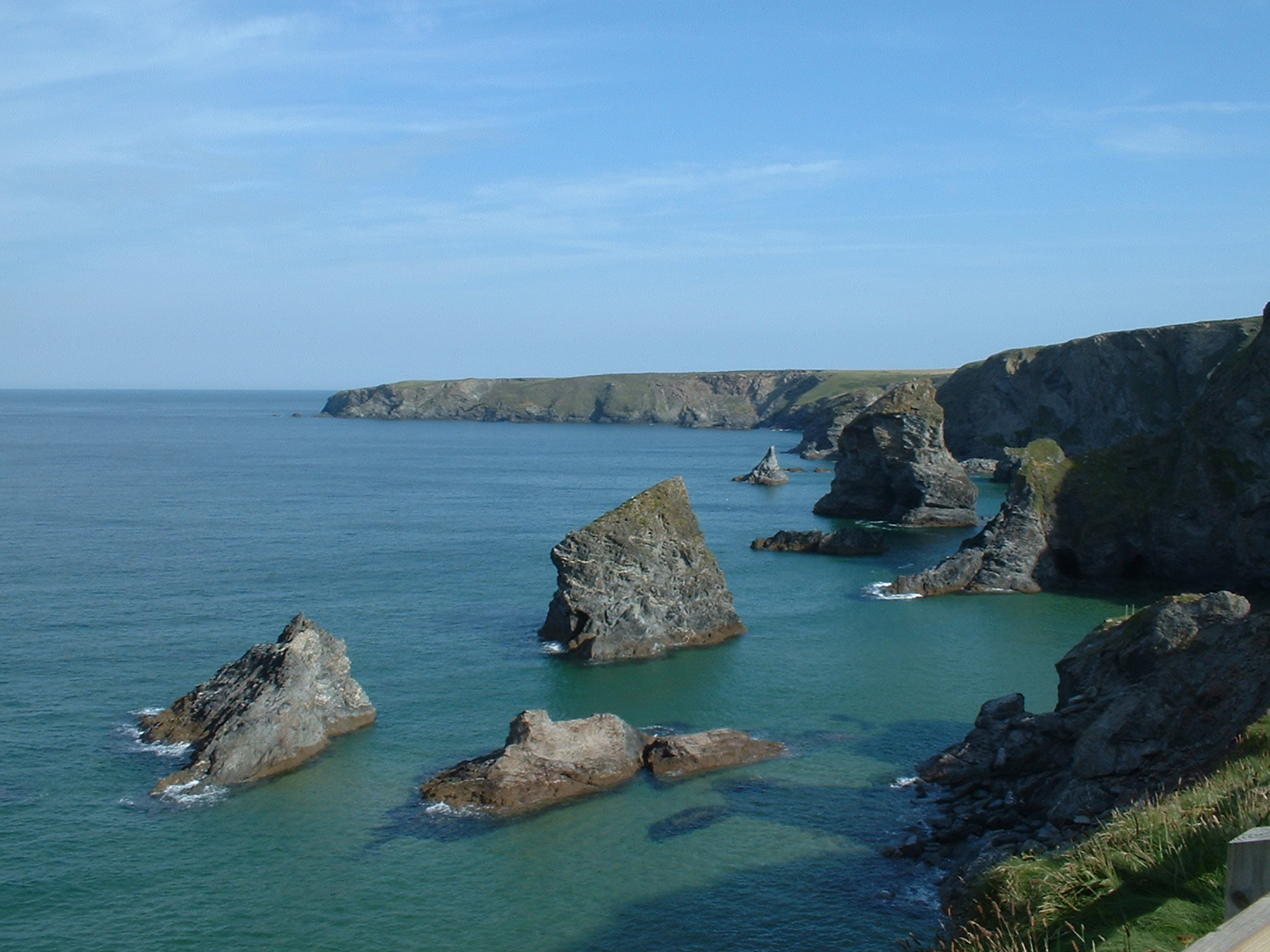
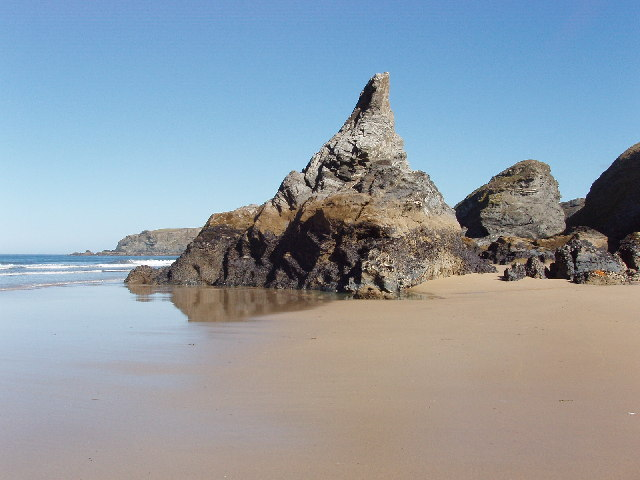

### Spiaggia di Betruthan
Nella spiaggia di Bedruthan si trova una targa in memoria di Alex Laurie di Derby, annegato qui nel 1903.